# Chāh Sangarī
Chāh Sangarī (persiska: چاه سنگری) är en ort i Iran.   Den ligger i provinsen Kerman, i den centrala delen av landet, 800 km söder om huvudstaden Teheran. Chāh Sangarī ligger 1 615 meter över havet och antalet invånare är 116.
Terrängen runt Chāh Sangarī är en högslätt.Runt Chāh Sangarī är det glesbefolkat, med 8 invånare per kvadratkilometer. Det finns inga andra samhällen i närheten. Trakten runt Chāh Sangarī är ofruktbar med lite eller ingen växtlighet.